# Vysoká Jedle
Vysoká Jedle (německy Hohentann) je malá vesnice v okrese Chomutov v Ústeckém kraji. Stojí v Krušných horách v nadmořské výšce 650 metrů, asi jedenáct kilometrů západně od Chomutova a jeden kilometr severně od Místa, ke kterému jako část obce patří. Vesnice byla založena nejspíše ve čtrnáctém století. Její obyvatelé se živili zemědělstvím, prodejem dřeva, a také těžbou malých ložisek železné rudy. Počet obyvatel po roce 1950 klesl na desetinu počtu z počátku dvacátého století, a řada domů začala být využívána k rekreačním účelům.

## Název
Název vesnice vznikl překladem středněhornoněmeckého výrazu zer hohen tanne (u vysoké jedle) nebo zem hohe tanne (u vysokého lesa). V historických pramenech se jméno vesnice vyskytuje ve tvarech: Hohentanne (1367), w hochtanj vsi, Hochtan (1540), ves hohtan jinak Hohentham (1606), ves Hohenthann (1638) a Hohentann (1787 a 1846). Název Hohentann se používal až do roku 1952, kdy byl úředně změněn na Vysoká Jedle.

## Historie

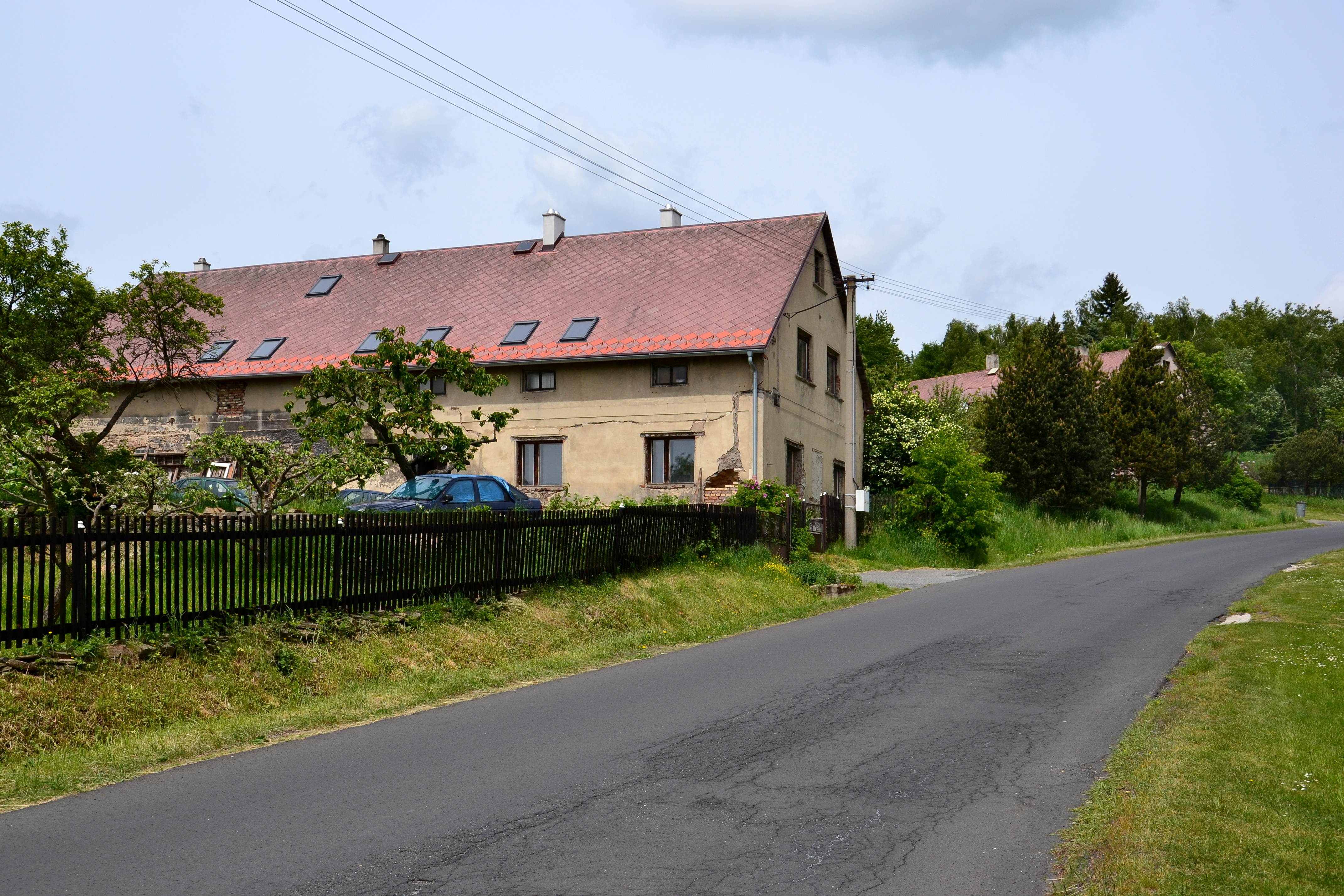
Dům čp. 13

První písemná zmínka o Vysoké Jedli pochází z roku 1367. Až do sedmnáctého století se o vesnici v listinách objevují pouze stručné zmínky, které dokládají její příslušnost k hasištejnskému panství. Jeho součástí byla i roku 1606, kdy panství koupil Linhart Štampach ze Štampachu. Majetek rodiny Štampachů byl zabaven za jejich účast na stavovském povstání. Vesnice se proto roku 1623 dostala do majetku Jaroslava Bořity z Martinic, který ji připojil ke svému rozsáhlému panství Ahníkov–Prunéřov.
Podrobnější popis vesnice přináší až berní rula z roku 1654, podle které ve vsi žilo sedm sedláků a osm chalupníků. Dohromady jim patřilo 25 potahů, 44 krav, 37 jalovic, deset prasat a šestnáct koz. O tři roky později získali vesničané od hraběte Maxmiliána Valentina z Martinic dědické právo, za což se jim prodloužila robota z třiceti na čtyřicet dní v roce. Schellerova Topographie des Königreiches Böhme z roku 1878 uvádí ve Vysoké Jedli pouze sedm domů, čímž se výrazně odlišuje od soupisu panství z roku 1794, podle kterého ve vsi stálo 23 domů a žilo 121 obyvatel. V rámci roboty museli odpracovat 573 dní v létě, 481 dní v zimě, odsloužit celkem 1092 dní roboty s potahy a navíc zaplatit dvakrát ročně peněžní poplatek.
Přestože vesnice stojí v relativně vysoké nadmořské výšce, zabývala se většina obyvatel zemědělstvím, které jim poskytovalo potraviny pro vlastní potřebu. Jedinou plodinou, kterou dále zpracovávali a prodávali, byl len. K pozemkům jednotlivých usedlostí patřily kromě polí a luk také lesy, a proto mezi významné zdroje příjmů patřil prodej dřeva. V okolí vesnice se pokusně těžily menší krevelové žíly.
Před rokem 1846 stálo ve vesnici 27 domů a žilo 170 obyvatel. Novým zdrojem příjmů se v devatenáctém století stala výroba krajek, prýmků a nášivek. V roce 1898 byla vesnicí postavena silnice z Ahníkova do Celné, která umožnila kvalitní dopravní spojení. Led z místního rybníka se vozil do řeznického skladu v Místě. Ze služeb ve vesnici fungoval pouze hostinec a obchod s potravinami. Děti chodily do školy v Místě.
Jeden z domů byl k vodovodu připojen již v roce 1900, ale jen protože vodovod do Místa vedl přes jeho pozemek. Vodovod pro celou vesnici a splašková kanalizace byly postaveny až ve dvacátém století.

## Přírodní poměry
Vysoká Jedle stojí ve stejnojmenném katastrálním území s rozlohou 3,78 km². Jeho nejvyšším bodem je vrch Poustevna (826 metrů), pod jehož vrcholem se nachází výchozy zrnité muskovit-biotitické ortoruly. Hornina svým složením odpovídá granodioritu až dioritu a převažuje v tzv. kateřinohorské klenbě. Vyskytují se v ní až několik centimetrů velké vyrostlice ortoklasu, jehož okraje v důsledku deformace rekrystalizovaly na jemnozrné monominerální mozaiky. Původní horniny vznikly během kadomského vrásnění v době neoproterozoika přibližně před 550 milióny let. V údolí Prunéřovského potoka vystupují další výchozy okaté ortoruly, které jsou součástí několik desítek metrů mocného a strmě uloženého deskovitého tělesa. Hornina obsahuje až decimetry velké xenolity drobnozrnných pararul. Skály mají charakter mrazových srubů vytvořených během pleistocénu.

## Obyvatelstvo
Při sčítání lidu v roce 1921 zde žilo 138 obyvatel (z toho 64 mužů) německé národnosti, kteří s výjimkou jednoho evangelíka patřili k římskokatolické církvi. Podle sčítání lidu z roku 1930 měla vesnice 121 obyvatel německé národnosti, z nichž byl jeden evangelík, jeden patřil k neuvedeným církvím a ostatní se hlásili k římskokatolické církvi.
Po druhé světové válce byla většina původních obyvatel vystěhována do Německa. Na jejich místo sice přišli noví osadníci, ale počet obyvatel přesto dosáhl pouze jedné třetiny předválečného počtu. V průběhu druhé poloviny dvacátého století potom lidé postupně odcházeli, až se vesnice téměř vylidnila.
|                                                                     | 1869 | 1880 | 1890 | 1900 | 1910 | 1921 | 1930 | 1950 | 1961 | 1970 | 1980 | 1991 | 2001 | 2011 | 2021 |
| ------------------------------------------------------------------- | ---- | ---- | ---- | ---- | ---- | ---- | ---- | ---- | ---- | ---- | ---- | ---- | ---- | ---- | ---- |
| Obyvatelé                                                           | 180  | 146  | 150  | 148  | 136  | 138  | 121  | 44   | 42   | 41   | 29   | 11   | 14   | 28   | 39   |
| Domy                                                                | 29   | 31   | 31   | 29   | 26   | 26   | 28   | 20   | —    | 10   | 7    | 10   | 9    | 13   | 16   |
| Počet domů z roku 1961 je zahrnut v celkovém počtu domů obce Místo. |      |      |      |      |      |      |      |      |      |      |      |      |      |      |      |

### Náboženství
Vysoká Jedle patřila až do roku 2012 do římskokatolické farnosti Místo a následujícího roku byla začleněna k chomutovskému děkanství.[zdroj?] Od roku 1840 ve vsi stála kaple, kde se v šedesátých letech devatenáctého století konaly jednou za čtrnáct dní bohoslužby, které vedl farář z Chomutova.

## Obecní správa
Po zrušení patrimoniální správy se v roce 1850 Vysoká Jedle stala pod názvem Hohentann samostatnou obcí v okrese Chomutov, kterou byla až do konce roku 1954. Od 1. ledna 1955 se stala částí obce Místo. Úřední název byl již o tři roky dříve změněn na Vysokou Jedli.
Při volbách do obecních zastupitelstev konaných 22. května 1938 ve Vysoké Jedli žilo 75 voličů. Volby však neproběhly, protože kandidátní listinu podala pouze Sudetoněmecká strana, která se tak automaticky stala vítězem voleb.

## Doprava
Vysokou jedlí vede jediná silnice třetí třídy č. 22322, která u Blahuňova odbočuje ze silnice I/13 a vede přes Místo ke křižovatce se silnicí III/22321 u Celné. Ve vsi se na ní nachází zastávka autobusové linkové dopravy. Nejbližší pravidelně obsluhované železniční zastávky jsou Kadaň–Prunéřov a Málkov na trati Chomutov–Cheb. Obě jsou přibližně pět kilometrů daleko. Po silnici vede značená cyklotrasa č. 3003A od Hasištejna k Celné. Jediná turisticky značená trasa vede podél Prunéřovského potoka na západní hranici katastrálního území od Hasištejna do Celné.

## Pamětihodnosti

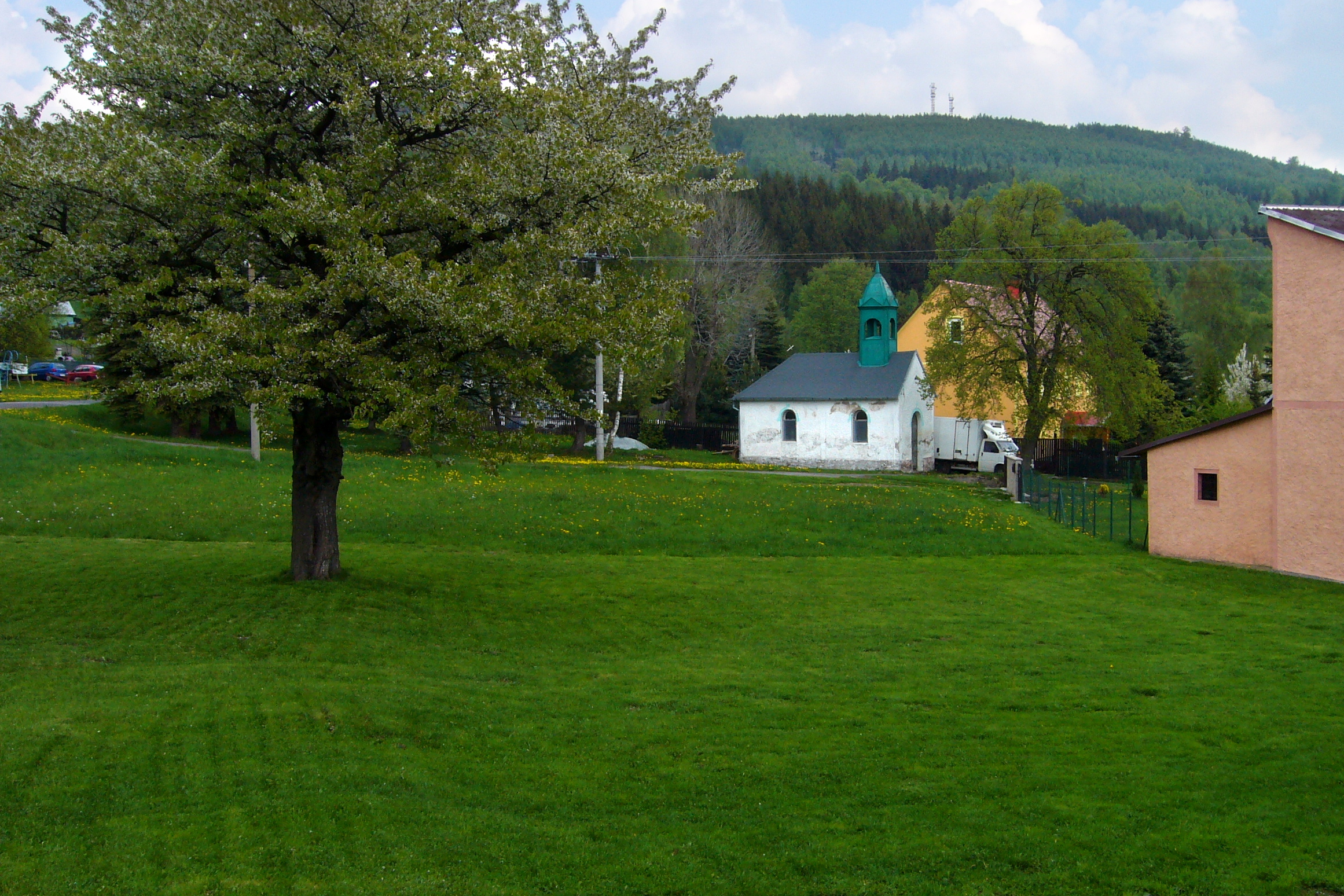
Kaple na návsi

Na návsi stojí jednoduchá kaple z roku 1840 a na jižním okraji vesnice barokní kříž s reliéfem svatého Floriána z roku 1747. Z kříže se dochoval jen podstavec. Nejsou památkově chráněné.